# جوزيف دوتشسن
جوزيف دوتشسن (بالفرنسية: Joseph du Chesne)‏ هو دبلوماسي فرنسي، ولد في 1544 في County of Armagnac ‏ في فرنسا، وتوفي في 20 أغسطس 1609 في باريس في فرنسا.